# Bassia prostrata
Bassia couchée
Espèce
Bassia prostrata, la Bassia couchée, est une espèce de plantes herbacées de la famille des Amaranthaceae.

## Description
La floraison a lieu de juin à septembre.

## Dénominations
Ce taxon porte en français les noms vernaculaires ou normalisés suivants : 
- Bassia couchée[2],[3] ;
- Bassie couchée[4],[3] ;
- Bassie prostré[4],[2] ;
- Kochia couchée[3] ;
- Kochie prostrée[4],[2].

## Systématique
Le nom correct complet (avec auteur) de ce taxon est Bassia prostrata (L.) Beck.
L'espèce a été initialement classée dans le genre Salsola sous le basionyme Salsola prostrata L..
Bassia prostrata a pour synonymes :
- Bassia prostrata subsp. grisea (U.P.Pratov) P.Eliás
- Bassia prostrata (L.) A.J.Scott
- Chenopodium augustanum All.
- Chenopodium camphoratifolium Pourr.
- Chenopodium camphorosmoides Moq.
- Chenopodium lineare Steud.
- Chenopodium prostratum (L.) Moq.
- Chenopodium sericeum Vitman
- Chenopodium villosum Moq.
- Kochia prostrata subsp. grisea Nägeli & PeterPratov
- Kochia prostrata subsp. grisea U.P.Pratov
- Kochia prostrata subsp. virescens (Fenzl) Nägeli & PeterPratov
- Kochia prostrata subsp. virescens (Fenzl) U.P.Pratov
- Kochia prostrata var. canescens Moq.
- Kochia prostrata var. flavescens (Lag.) Willk.
- Kochia prostrata var. rubella Moq.
- Kochia prostrata var. rubens (Lag.) Willk.
- Kochia prostrata (L.) Schrad.
- Kochia suffruticosa Less.
- Kochia suffruticulosa Less.
- Kochia toseffii (Urum.) Penzes
- Salsola prostrata var. flavescens Lag.
- Salsola prostrata var. rubens Lag.
- Salsola prostrata L.
- Salsola toseffii Urum.